# بسطام (سقز)
بسطام (سقز)، روستایی از توابع بخش سرشیو شهرستان سقز در استان کردستان ایران است.

## جمعیت
این روستا در دهستان چهل‌چشمه غربی قرار دارد و براساس سرشماری مرکز آمار ایران در سال ۱۳۸۵، جمعیت آن ۵۱۹ نفر (۱۰۴ خانوار) بوده‌است.